# 尾穗薹草
尾穗薹草（学名：Carex caudispicata），为莎草科薹草属下的一个种，是中国的特有植物。分布于中国大陆的云南省等地，生长于海拔1,200米至2,800米的地区，多生长在山坡干燥地、沟边石缝、松林下和杂木林下岩石上，目前尚未由人工引种栽培。

## 扩展阅读
維基物種上的相關：尾穗薹草